# 2nd Maryland Infantry, Potomac Home Brigade
Le 2nd Maryland Infantry, Potomac Home  Brigade est un régiment d'infanterie qui a servi dans l'armée de l'Union pendant la guerre de Sécession.

## Service
Le 2nd Maryland Infantry, Potomac Home Brigade est organisé à Cumberland, dans le Maryland à partir du 27 août 1861 pour trois ans de service sous le commandement du colonel Thomas Johns.
Le régiment est affecté au district ferroviaire de Virginie occidentale jusqu'en février 1862 puis au district du Cumberland dans le département de la montagne jusqu'en avril 1862. Il est dans le district ferroviaire du département de la montagne jusqu'en juillet 1862 et dans le district ferroviaire du VIIIe corps, du département du milieu jusqu'en septembre 1862. Le régiment est dans la division ferroviaire du district de Virginie occidentale du département de l'Ohio jusqu'en janvier 1863. 
Il est au Cumberland, au Maryland et aux défenses du Potomac supérieur dans le VIIIe corps du département du milieu jusqu'en mars 1863. Le régiment est affecté à la cinquième brigade de la première division du VIIIe corps jusqu'en juin 1863. Il appartient à la brigade de Mulligan de la division de Scammon de l'armée de la Virginie-Occidentale jusqu'en décembre 1863. Il est dans la deuxième brigade de la deuxième division en Virginie-Occidentale en avril 1864. Il est dans la division de réserve du commandement de Kelly en Virginie-Occidentale jusqu'en avril 1865. 
Il est dans la deuxième brigade de la première division en Virginie-Occidentale jusqu'en mai 1865. La compagnie F est affectée dans la cavalerie, à Martinsburg, en Virginie-Occidentale, au sein du VIIIe corps, de janvier à mars 1863. Elle est ensuite dans la troisième brigade de la première division du VIIIe corps jusqu'en juin 1863 et dans la première brigade, à Maryland Heights, dans la division de Virginie-Occidentale jusqu'en décembre 1863 et enfin dans la cavalerie au sein de la première division de Virginie-Occidentale.
Le 2nd Maryland Infantry, Potomac Home Brigade est libéré du service d'août à décembre 1864. Le régiment continue de recruter pour le service de vétérans, et sa désignation est modifiée en 13th Maryland Infantry.

## Service détaillé
Le régiment est en service sur le chemin de fer de Baltimore & de l'Ohio. Il est ensuite à Patterson Creek et à Romney, en Virginie, jusqu'en mars 1862. Il participe à des escarmouches à Springfield, en Virginie, le 23 août 1861. Il est à Blue House le 26 août. Il est à South Branch Bridge, au moulin de Mills Creek, à Romney et à Springfield, le 26 octobre.
Le 2nd Maryland Infantry, Potomac Home Brigade est à Great Cacapon Bridge le 4 janvier 1862. Il est en service  à Charles Town, New Creek, et au  Cumberland gardant le chemin de fer et à la rivière Ohio jusqu'en mars 1863 ; et du pont de la Monocacy à la rivière Ohio jusqu'en avril 1864. il participe à une action à Vance's Ford, à proximité de Romney, le 17 septembre 1862. 
Le régiment est à Charles Town, en Virginie-Occidentale, le 15 mai 1863. La compagnie F du régiement est à Berryville  le 14 juin 1863, puis à Point of Rocks le 17 juin. Elle participe à la bataille de Summit Point le 7 octobre 1863. 
Le régiment est à Charles Town, en Virginie-Occidentale, le 18 octobre 1863. Il est à Burlington le 16 novembre. Il est à Salem le 16 décembre 1863. Le régiment est sur la rivière Jackson, près de Covington, le 19 décembre 1863. 
Le régiment est à Ridgeville, en Virginie, le 4 janvier 1864. Il est à Moorefield Jonction le 8 janvier 1864. Il est à Medley le 30 janvier 1864. Il participe au raid de Hunter contre Lynchburg du 26 mai au 1er juillet 1864. Il est à Lynchburg les 17 et 18 juin . Il est à Salem le 21 juin puis à Salem Branch Bridge le 4 juillet. Il est à Sir John's Run le 6 juillet et à Snicker's Gap le 18 juillet. Il est à Kernstown, Winchester le 24 juillet et à Martinsburg le 25 juillet. Le régiment est à Back Creek Bridge le 27 juillet. Il est à Hancock, au Maryland, le 31 juillet. Il est à Green Springs Run le 2 août. Il effectue un service de garde en Virginie-Occidentale jusqu'en mai 1865.

## Commandants
- Colonel Thomas Johns - a démissionné le 1er janvier 1862
- Colonel Robert Bruce libéré du service le 4 octobre 1864
- Lieutenant-colonel James C. Lynn est libéré du service comme commandant du régiment

## Victimes
Le régiment perd un total de 94 hommes pendant son service ; 1 officiers et 9 soldats tués ou blessés mortellement, 84 soldats morts de maladie.